# ETANENO
ETANENO war ein 1999 von Erwin Gebert und Alfonso Hüppi errichtetes Kunstmuseum und Atelier im ländlichen Namibia. Es befindet sich rund 50 Kilometer südlich von Otjiwarongo. Das Museum ist seit Anfang 2017 geschlossen.
Jährlich zogen eine oder zwei Künstlergruppen für vier Wochen zum Arbeiten ein. Die künstlerische Leitung des Projekts übernahm der Künstler Alfonso Hüppi. Die Werke blieben zunächst bei ETANENO. Später gingen sie in den Besitz des Museums für Neue Kunst in Freiburg im Breisgau und der Namibischen Nationalgalerie in Windhoek über.
Zuletzt waren Arbeiten von 23 Künstlern aus sechs Ländern zu sehen. Bekannte beteiligte Künstler waren neben den Gründern unter anderem Holger Bunk (November 1999 und November 2002, 2009) und Paul Wiedmer (November 2002).

## Quelle und Weblinks
- Website des Projektes